# اکالاتوم

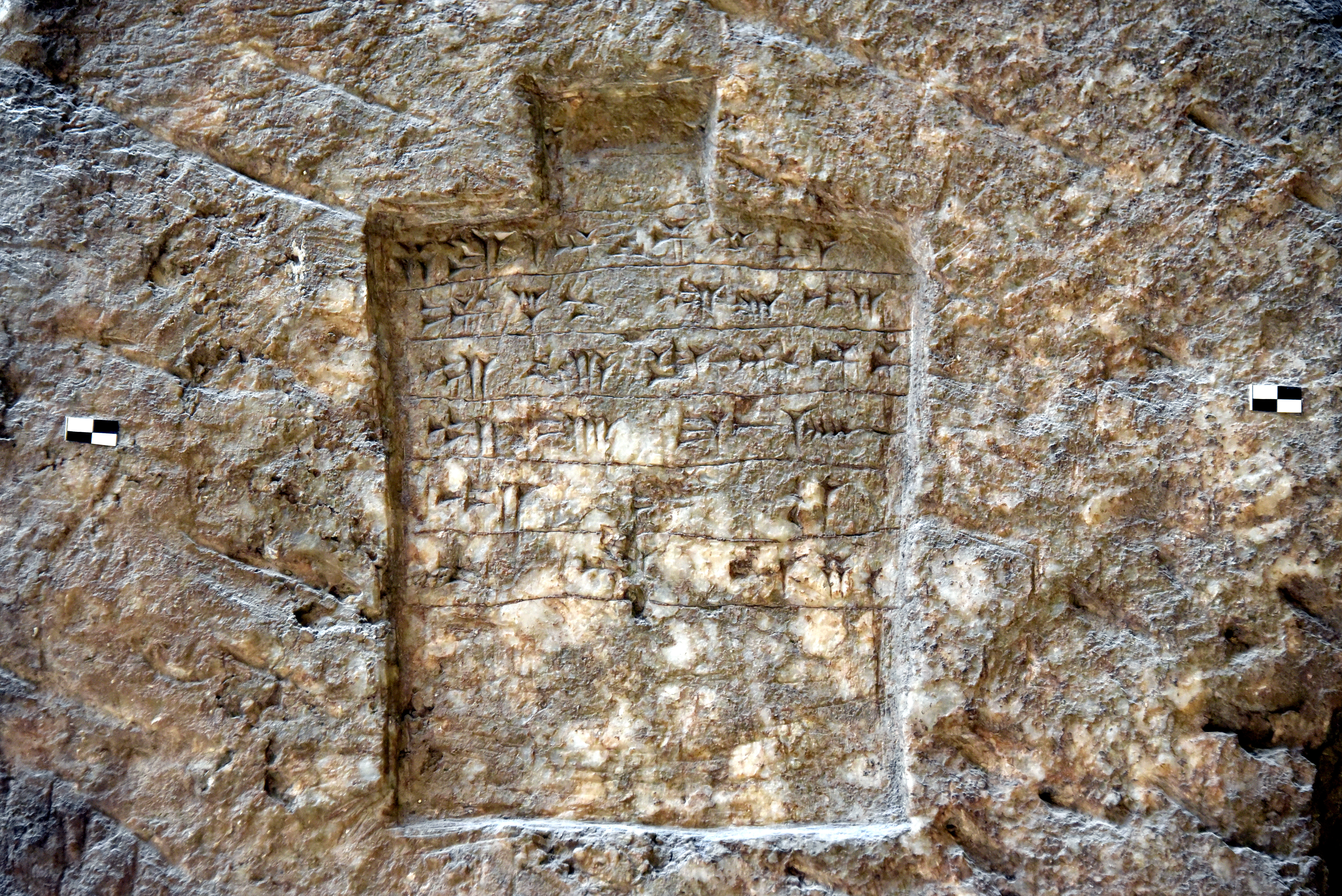
استوانه آداد-بل اوکین، فرماندار لیبی-الی، کار-توکولتی-نینتورا، اکالاتوم، رقه و ایتو (شهرهای آشوری). از آشور، عراق. ۷۸۰ پیش از میلاد، موزه پرگامون

اکالاتوم (اکدی: 𒌷𒂍𒃲𒈨𒌍، URUE2.GAL.MEŠ, Ekallātum، به معنای «کاخ‌ها») یک شهر باستانی میانرودان شمالی بود. محل دقیق آن هنوز مشخص نشده‌است، اما جایی در امتداد ساحل سمت چپ دجله، جنوب شهر آشور واقع شده‌است.
اکالاتوم، که به معنی «کاخ‌ها» است، پایتخت یک سلسله اموری مربوط به بابل شد، که در دوره‌های قرن نوزدهم و هجدهم پیش از میلاد مهم بود. تاریخ میانرودان شمالی در این دوره در بایگانی ماری، سوریه ثبت شده‌است.

## پیشینه
اولین پادشاه شناخته شده آن ایلا-کبکبو بود که به نظر می‌رسد با ایاگیتلیم حاکم ماری وارد درگیری شده‌است. پسرش شمشی-ادد یکم که در حدود سال ۱۸۱۰ پیش از میلاد به تخت سلطنت نشست، درگیری را ادامه داد و تلاش کرد تا به دره حاشیه رودخانه خابور امتداد یابد. پیشروی وی توسط پسر یاگیتلیم، یاهدون-لیم متوقف شد، و پس از مدت کوتاهی توسط نارام-سین آشوری شکست خورد، که باعث فرار او به بابل، شهری که توسط هموطنان اموری‌اش تأسیس و اداره می‌شد، گردید. او پس از مرگ نارام سین بازگشت. به زودی پس از آن، یک سری پیروزی‌های نظامی توسط شمشی-ادد دنبال شد، و او تمام میانرودان را تصرف کرد، و آنچه را که مورخان اکنون پادشاهی میانرودان شمالی می‌نامند، تأسیس کرد. وی پایتخت خود را در شوبات-انلیل تأسیس کرد و اکالاتوم را به پسر بزرگش ایشمه-داگان سپرد. (پسر دیگر او، یاسماه-ادد، در آن زمان بر تخت سلطنت ماری قرار گرفت) بنظر می‌رسد ایشمه داگان یک رهبر نظامی توانا بوده‌است، اما وقتی پدرش در حدود سال ۱۷۷۵ درگذشت، ثابت کرد که قادر به حفظ کل پادشاهی نیست. با این وجود او اکالاتوم را نگه داشت در حالی که برادرش، ماری را از دست داده و کشته شد.
سلطنت ایشمه داگان بی‌نظم بود. او علی‌رغم تلاش‌های فراوان نتوانست قدرت را به شهر بازگرداند، هدف جنگ‌سالاران مجاور، به ویژه زیمری لیم ماری قرار گرفت. هنگامی که ایلامی‌ها در سال ۱۷۶۵ پ. م اکالاتوم را گرفتند، او به متحد سنتی خود - حمورابی بابل پناه برد - که به او کمک کرد تا تاج و تخت خود را بازپس گیرد. در نتیجه، اکالاتوم به یک حکومت خراجگزار تابع پادشاه بابل تبدیل شد، که به کنترل همه میانرودان رسید. با مرگ ایشمه داگان، پسرش مت-آشور جانشین او شد. وی آخرین پادشاه شناخته شده اکالاتوم بود و پس از آن، شهر از تاریخ میانرودان ناپدید شد.